# Vertonym
En vertonym (av latinets verto, "utbyta") är ett ord som när det läses upp och ned bildar ett nytt ord. Exempelvis är de engelska orden did/pip, mom/wow och tad/pet vertonymer.
Termen vertonym används också om namn på personer eller företeelser som när de ställs upp i ett register får en annan betydelse. Exempelvis namnet Billy Hill som i personregister ställs upp som Hill, Billy (Hillbilly är en nedsättande benämning på människor som bor i avlägsna, lantliga bergsområden).